# Maglódi nyaraló megállóhely
Maglódi nyaraló megállóhely egy Pest vármegyei vasútállomás, Maglód településen, melyet a MÁV és Maglód önkormányzata üzemeltet.

## Története
A Keleti pályaudvartól vasúton 25 kilométerre található. A két maglódi megálló közül ez a forgalmasabb.
Az állomást legutóbb 2012-ben újították fel. Ekkor a régi épületet elbontották és egy új, modern állomásépületet emeltek váróval, jegypénztárral. Ugyanebben az évben vett át bizonyos karbantartási és üzemeltetési feladatokat is a helyi önkormányzat a vasúttársaságtól, amiket azóta is ellát, éves díjért cserébe.
2014-ben a mellette lévő üres (de már akkor is parkolónak használt) területen 77 férőhelyes P + R parkolót, valamint az épülethez kapcsoltan 40 férőhelyes, fedett B+R kerékpártárolót alakítottak ki.
2023-ban a jegypénztárat végleg bezárták, jegyet automatából lehet vásárolni. A váróterem 6–18 óráig nyitva van.

## Forgalom
| Járat               | Útvonal | Gyakoriság                  |
| ------------------- | --- | --------------------------- |
| S60                 | Budapest-Keleti – Kőbánya felső – Rákos – Rákoshegy – Rákoskert – Ecser – Maglód – Maglódi nyaraló – Gyömrő – Mende – Pusztaszentistván – Sülysáp (– Szőlősnyaraló – Tápiószecső – Szentmártonkáta – Nagykáta – Tápiószentmárton – Farmos – Tápiószele – Tápiógyörgye – Újszász – Zagyvarékas – Szolnok) | Kb. félóránként             |
| Vitorlás InterRégió | Szolnok – Újszász – Nagykáta – Szentmártonkáta – Tápiószecső – Szőlősnyaraló – Sülysáp – Pusztaszentistván – Mende – Gyömrő – Maglódi nyaraló – Maglód – Ecser – Rákoskert – Rákoshegy – Rákos – Kőbánya felső – Ferencváros – Budapest-Kelenföld – Velence – Székesfehérvár – Balatonaliga – Szabadisóstó – Szabadifürdő – Siófok – Balatonszéplak felső – Balatonszéplak alsó – Zamárdi felső – Zamárdi – Szántód – Balatonföldvár – Balatonszemes – Balatonlelle – Balatonboglár – Fonyódliget – Fonyód | Nyári hétvégéken napi 1 pár |